# پومزی (ناحیه سویتاوی)
پومزی (به چکی: Pomezí) یک منطقهٔ مسکونی در جمهوری چک است که در ناحیه سویتاوی واقع شده‌است. پومزی ۲۵٫۲۸ کیلومتر مربع مساحت و ۱٬۱۲۶ نفر جمعیت دارد و ۵۷۵ متر بالاتر از سطح دریا واقع شده‌است.